# 今泉利拓
今泉 利拓（いまいずみ としひろ、1939年〈昭和14年〉2月9日 - 2024年〈令和6年〉6月16日）は、日本の元政治家。元茨城県行方郡潮来町（現在の潮来市）長（3期）。元潮来市議会議員（6期）。

## 来歴
1962年に明治大学法学部を卒業した。同年、NHKに入り、報道局社会番組ディレクターとなる。
1983年に退職し、同年行われた潮来町長選挙に立候補し、当選する。潮来町長を3期務める。
1995年に団体役員の今泉和に敗れて落選した。同年10月に町内の業者から賄賂を受け取った贈賄容疑で妻と逮捕された。翌年6月水戸地裁で懲役2年6か月、執行猶予3年、追徴金400万円の判決を受けた。控訴しなかったため、刑が確定した。
執行猶予期間が明けた2000年の潮来町議会議員選挙に立候補し、トップで当選する。以来6回当選した。潮来町は2001年に「潮来市」となり、引き続き潮来市議会議員となる。市議会議員は2024年2月、任期満了により退任した。同年6月16日、鹿嶋市の病院において85歳で死去した。